# Martin 2-0-2
Martin 2-0-2 – amerykański samolot pasażerski, zaprojektowany i wybudowany w wytwórni Glenn L. Martin Company. Maszyna miała wyprzeć z powojennego rynku samoloty DC-3.

## Historia
W listopadzie 1945 roku, wytwórnia Glenn L. Martin Company ogłosiła rozpoczęcie prac nad nowym samolotem tłokowym, w pierwszej kolejności przeznaczonemu do zaspokojenia potrzeb rodzimych, amerykańskich przewoźników. Po II wojnie światowej, rynek pasażerskich samolotów wypełniony został pochodzącymi z demobilu samolotami Douglas C-47 Skytrain i ich cywilnymi odpowiednikami Douglas DC-3. Były to maszyny niezawodne, sprawdzone w eksploatacji a co najważniejsze, tanie. Konstruktorzy Martina zdając sobie doskonale sprawę z atutów konkurencji, dużą wagę przywiązali do zapewnienia pasażerom większego komfortu podróż niż DC-3. Nowa konstrukcja mogła lecieć z prędkością większą o 161 km/h niż DC-3. Wstępne plany zakładały budowę wersji podstawowej, oznaczonej jako 2-0-2, zdolnej do przewozu 40 pasażerów. Napędzanej dwoma silnikami gwiazdowymi Pratt & Whitney R-2800 CA-18 Double Wasp o mocy 1800 KM każdy. Wersji towarowej, oznaczonej jako 2-0-2 Cargo. Wersji z hermetyzowaną kabiną oznaczonej jako 3-0-3 oraz wersji napędzanej dwoma silnikami turbośmigłowymi General Electric TG-100, oznaczonej jako 3-0-4. Już w listopadzie 1945 roku linie Pennsylvania Central Airlines zamówiły 35 samolotów (zwiększone do 50 maszyn). W tym samym miesiącu Colonial Airlines zamówił kolejne 20 sztuk. Kolejne zamówienia przyszły ze strony Eastern Air Lines - 50 samolotów, Northwest Airlines - 40 maszyn, Trans World Airlines - 12, United Airlines - 50. W dalszej kolejności zamówienia złożyła Delta Air Lines, Braniff International Airways i chilijska LAN. 23 listopada 1946 roku, prototyp samolotu, o znakach NX93001, za którego sterami siedział Orville Edwin Tibbs, po raz pierwszy wzbił się w powietrze. Maszyna wystartowała z lotniska w Baltimore. Drugi z prototypów, samolot o znakach NX93002, został oblatany 27 stycznia 1947 roku. Obydwa samoloty wzięły udział w próbach certyfikacyjnych, które rozpoczęły się w maju 1947 roku. Ich rezultatem było przyznanie certyfikatu typu 13 sierpnia tego samego roku. Otworzyło to drogę do rozpoczęcia użytkowania samolotu. Pierwszą linią, która wdrożyła 2-0-2 do służby była Northwest Airlines. Ich samolot rozpoczął obsługę regularnych połączeń 13 października 1947 roku, zastępując w siatce połączeń DC-3. Pod koniec 1948 roku Glenn Martin dysponował portfelem zamówień opiewających na 155 samolotów. W tym samym roku, od użytkowników maszyny zaczęły docierać niepokojące doniesienia o problemach technicznych jakie sprawa 2-0-2. Ich likwidacja spowodowała powstanie opóźnień w dostawach samolotów do odbiorców. Opóźnienia były na tyle istotne, iż wielu przewoźników anulowało swoje zamówienia lub tak jak Northwest Airlines zredukowało. 
29 sierpnia 1948 roku, należący do Northwest Airlines Martin 2-0-2 o numerze NC93044, wykonujący lot numer 421 z Chicago do Minneapolis, wleciał w burzę. W trakcie przelotu, od targanego turbulencjami samolotu oderwały się elementy konstrukcji skrzydeł. Samolot spadł niedaleko miasta Winona. Zginęły wszystkie, 37 osoby znajdujące się na pokładzie. Przeprowadzone śledztwo ujawniło zmęczeniowe pęknięcia elementów konstrukcyjnych skrzydeł maszyny. Co więcej, przeprowadzona powypadkowa kontrola skrzydeł w samolotach 2-0-2, ujawniła podobne uszkodzenia w jeszcze co najmniej czterech Martinach. Rezultatem podjętych działań było uziemienie floty 2-0-2. 
Wytwórnia podjęła działania mające w przyszłości zapobiec podobnym katastrofom. Na drugim prototypie wprowadzono modyfikacje, wzmacniające konstrukcje skrzydeł. Dodatkowo, wymieniono silniki na nowe Pratt & Whitney R-2800 CB-16. Zmodyfikowano kabinę pasażerską, powiększono zbiorniki paliwa, wzrosła masa samolotu. Tak zmodyfikowana konstrukcja otrzymała oznaczenie 2-0-2A. Samolot otrzymał certyfikat typu 10 czerwca 1950 roku. Wybudowano jedynie tuzin egzemplarzy 2-0-2A, wszystkie zostały zakupione przez Trans World Airlines. Były to ostatnie z wybudowanych maszyn. Dało to łączną liczbę 46 wyprodukowanych egzemplarzy. Rozpoczęto montaż 47 egzemplarza ale nigdy go nie ukończono. 43 z nich trafiły do odbiorców. 3 lipca 1947 roku oblatano wersję 3-0-3 z hermetyzowaną kabiną. Prototyp otrzymał znaki rejestracyjne N93162. Wytwórnia nie zdecydowała się jednak na wprowadzenie nowej konstrukcji do produkcji seryjnej. Sukces konkurencyjnego Convair CV-240 skłonił producenta do wprowadzenia daleko idących modyfikacji w konstrukcji samolotu. Ich efektem była wersja oznaczona jako Martin 4-0-4.

## Konstrukcja
Martin 2-0-2 był całkowicie metalowym dolnopłatem, napędzanym dwoma silnikami gwiazdowymi Pratt & Whitney R-2800 CA-18 Double Wasp. Maszyna posiadał chowane podwozie z przednim podparcie. W tylnej części kadłuba znajdowały się opuszczane schody ułatwiające wejście i wyjście pasażerów. Samolot mógł przewieźć 40 osób ale standardowo mieścił 36 pasażerów. Załoga składała się z dwóch pilotów i pojedynczej osoby personelu pokładowego. Usterzenie klasyczne z długą płetwą grzbietową przechodzącą w statecznik pionowy.